# Новиков, Василий Васильевич (литературовед)
Васи́лий Васи́льевич Но́виков (18 [31] декабря 1916, Русский Кандыз, Бугурусланский уезд, Самарская губерния — 18 ноября 2005, Москва, Российская Федерация) — советский и российский литературовед и критик, специалист по истории советской литературы, теоретик социалистического реализма. Член-корреспондент АН СССР с 26 декабря 1984 года по Отделению литературы и языка (литературоведение).

## Биография
Окончил Куйбышевский педагогический институт (1937).
Участник Великой Отечественной войны.
Член ВКП(б) с 1943 года. В 1940-е годы сотрудничал в московских периодических изданиях.
С 1948 года — заведующий кафедрой теории литературы и искусства АОН при ЦК ВКП(б), профессор; позднее — сотрудник ИМЛИ им. А. М. Горького АН СССР (РАН). Доктор филологических наук (1962, диссертация «Творческая лаборатория М. Горького — драматурга»). Член редакционной коллегии первого в СССР собрания сочинений М. А. Булгакова (тт. 1—5, 1989—1990).
Похоронен в Москве на Троекуровском кладбище.

## Основные работы
- «А. П. Чехов» (1945)
- «Труды товарища Сталина по языкознанию и вопросы советского литературоведения» // «Учёные записки АОН при ЦК ВКП(б)», 1951, вып. 11
- «В. В. Маяковский: критико-биографический очерк» (1952)
- «Партия и советская литература» // «Знамя», 1953, № 1
- «Как работал М. Горький над пьесой „Достигаев и другие“» (1960)
- «Партийность и народность — основной принцип советской литературы и искусства» // «Знамя», 1963, № 5 — перепечатано в изд. «Литература и современность. Вып. 4» (1964)
- «Героическому времени — героическое искусство» // «Знамя», 1963, № 9—10 — отдельное изд. 1964
- «Творческая лаборатория Горького-драматурга» (1965, 2-е изд. 1976)
- «Поэзия действительности» // «Знамя», 1966, № 4
- «Художественная правда и диалектика творчества» (1971; 3-е изд. 1988)
- «Традиции Горького сегодня» // «Знамя», 1978, № 4
- «Движение истории — движение литературы: наследие и стилевое богатство современной советской литературы» (1979; 2-е изд. 1982)
- «Высокая сознательность и активность жизненной позиции — характерная черта нового типа героя» // «Вопросы литературы», 1980, № 9
- «Действенность художественных открытий: статьи» (1985)
- «Михаил Булгаков — художник» (1996)

## Награды
Лауреат премии им. Н. А. Добролюбова АН СССР (1972) и Государственной премии СССР (1982).

## Отзывы
Литературовед, литературный критик, журналист, писатель и публицист Б. Г. Яковлев отмечал: 

Теорией литературы занимался с нами заместитель заведующего кафедрой Василий Васильевич Новиков — блестящий знаток творчества А. М. Горького (мы его называли «ВасВасом»)